# Margarida Ebner
Margarida Ebner (Donauworth, Baviera, 1291 - Medingen, 20 de junho de 1351 foi uma freira do Monastério de Maria Santíssima de Medingen e da Ordem dos Pregadores e é venerada como Beata pela Igreja Católica.

## Vida religiosa
Entrou no Monastério de Maria Santíssima de Medingen, na Diocese de Augusta, de onde, especialmente de 1314 a 1326, cuidou de diversas enfermidades, estando sempre em sua clausura. 
Por causa da guerra, a comunidade monástica se dispersou e Margarida retornou à casa dos pais, mas continuou a viver em grande retiro e recolhimento. 
Retornando à clausura em 1332, conheceu o sacerdote Enrico de Nordlingen, que se tornou o seu diretor espiritual. 
Depois de duras provações, recebeu a graça do matrimônio espiritual com Jesus Cristo no dia 1 de Novembro de 1347. Sobre isso, nos fala em seu diário espiritual: “Toda a minha força e todo o meu poder repousam exclusivamente na dulcíssima Humanidade, que é Jesus Cristo". Foi uma seguidora fiel do Movimento Espiritual "Amigos de Deus". 
Entre 1312 e 1348, escreveu seu diário espiritual, no qual revela uma vida humilde, devota, caritativa e confiante em Deus.
Sua vida foi toda inspirada na pessoa de Jesus Cristo. Ela fala em seu diário: "Eu não posso separar-me de Ti por nenhuma coisa".

## Morte e Beatificação
Faleceu em 20 de Junho de 1351 em Medingen, onde está sepultada. 
Depois da confirmação de muitos milagres feitos sob sua intercessão foi beatificada em 24 de fevereiro de 1979 pelo Papa João Paulo II. 
Sua memória litúrgica acontece em 20 de Junho.